# Stena Spirit
Lo Stena Spirit è un traghetto appartenente alla compagnia di navigazione svedese Stena Line.

## Ordine e costruzione
Secondo di una seria di quattro traghetti gemelli ordinati dalla Stena Line al cantiere navale Stocznia im Lenina di Danzica, viene varato il 16 aprile 1983 con il nome di Stena Germanica.
Da lì a poco, a causa delle tensioni politiche in Polonia, la costruzione viene interrotta.
Il 22 luglio 1986 la costruzione viene affidata ad un cantiere svedese, rendendo possibile la ripresa dei lavori.
Nel novembre del 1986 viene ribattezzato Stena Scandinavica. ed il 12 gennaio 1987 viene trasferito nei Cityvarvet di Göteborg, dove viene completato e preparato alla consegna.

## Servizio
Consegnato il 10 febbraio 1988 alla Stena Line e, nello stesso giorno, battezzato dalla regina Silvia di Svezia, prende servizio il 29 febbraio successivo nei collegamenti tra Göteborg e Kiel, unendosi al già operativo gemello Stena Germanica.

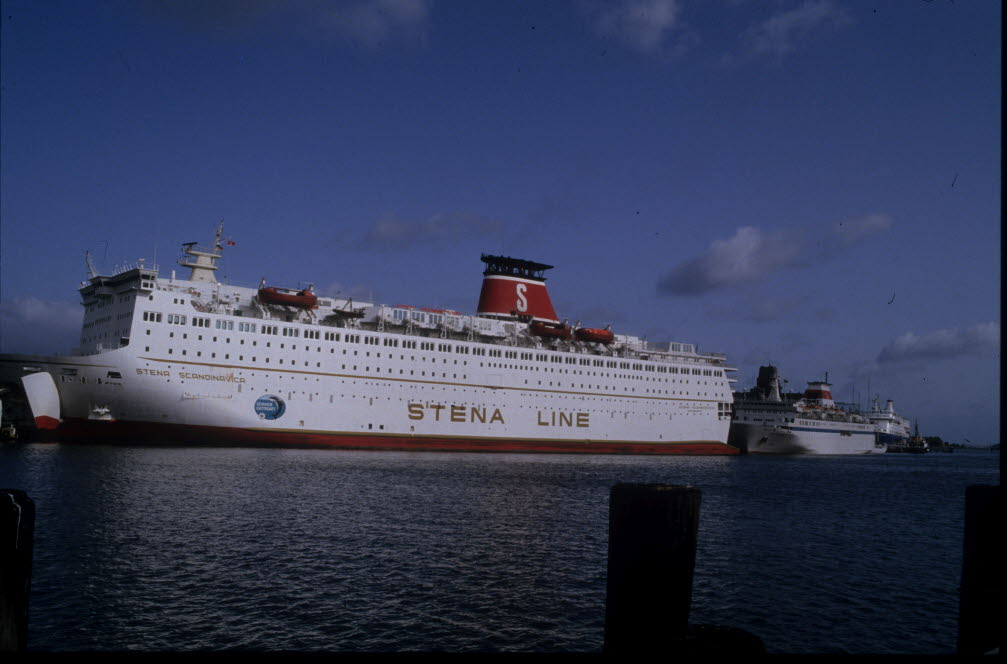
Lo Stena Scandinavica ormeggiato a Kiel nel 1992.

Nelle estati dal 1988 al 2000 opera anche nei collegamenti tra Göteborg e Frederikshavn.
Il 9 aprile 1998, durante la navigazione verso Kiel, scoppia un incendio in un ponte passeggeri del traghetto, prontamente domato dall'equipaggio.
Dal 12 gennaio al 13 febbraio 1999 viene sottoposto ad intensi lavori di ristrutturazione nel cantiere navale Öresundvarvet di Landskrona, durante i quali vengono rimosse circa 80 cabine, in favore di un'ulteriore ponte adibito al garage.

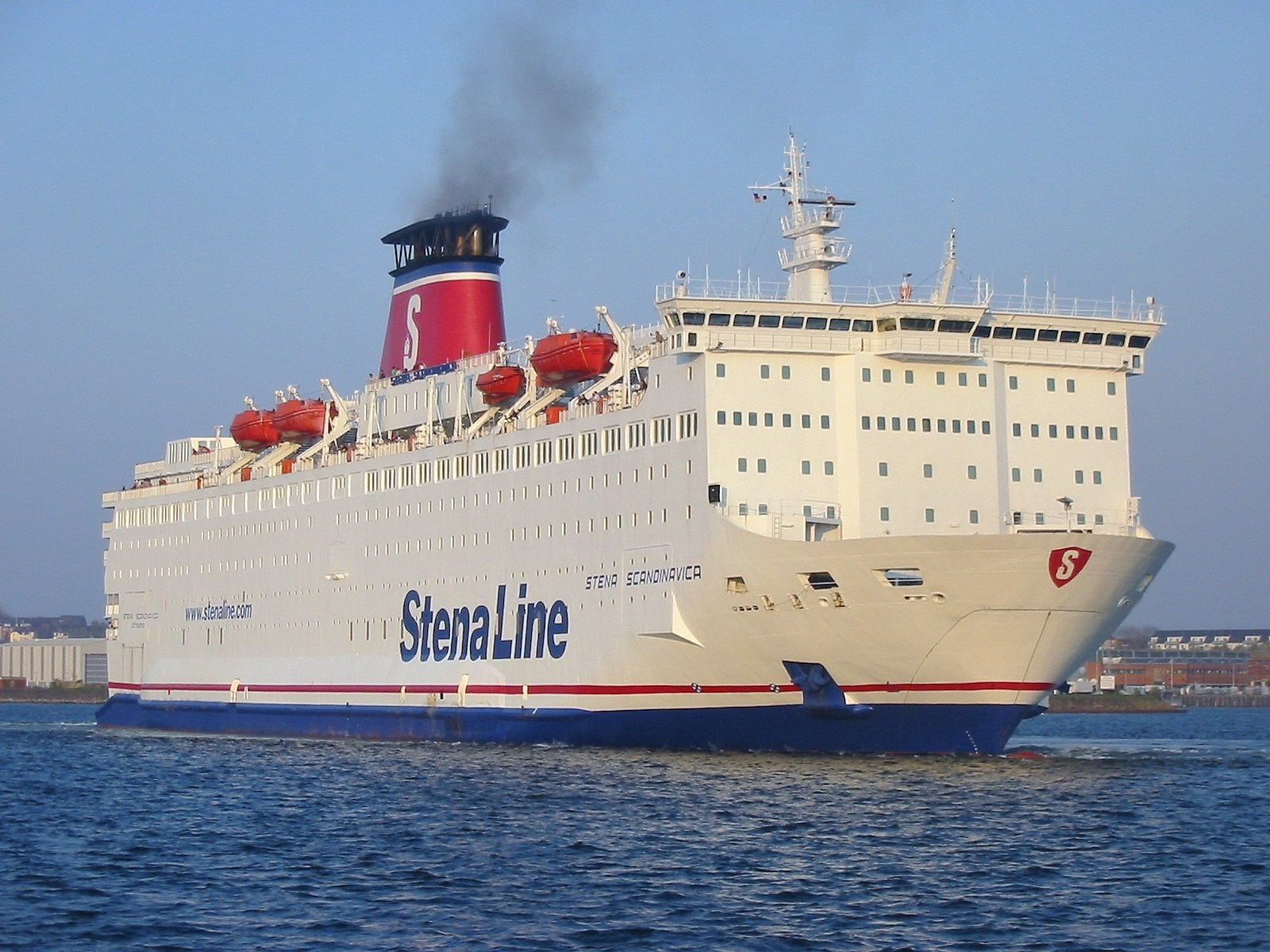
Lo Stena Scandinavica in arrivo a Kiel nel 2006.

Il 19 aprile 2011 termina il servizio sulla Göteborg-Kiel e viene trasferito nei Cityvarvet di Göteborg, dove viene sottoposto ad ulteriori lavori di ristrutturazzione.
Il 22 giugno 2011 viene ribattezzato Stena Spirit e, issata bandiera delle Bahamas, prende servizio il 27 giugno nei collegamenti tra Karlskrona e Gdynia in coppia con il gemello Stena Vision.

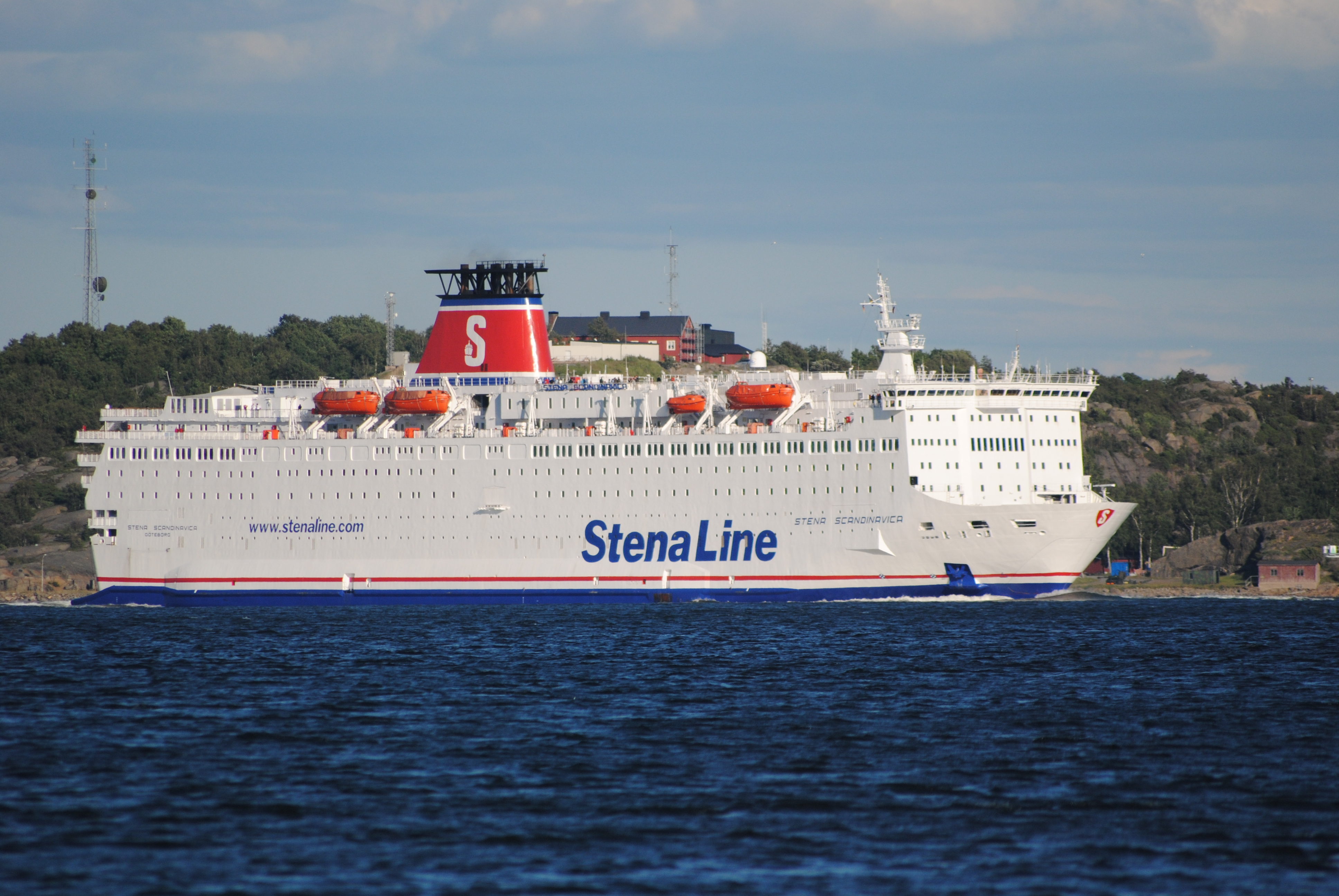
Lo Stena Scandinavica in navigazione nel 2010.

Il 18 maggio 2012, in partenza da Gdynia, entra in collisione con una gru adibita al carico e allo scarico dei container, distruggendola.
Il 31 agosto 2016, poco prima dell'arrivo nel porto di Gdynia, prende fuoco un camion nel garage del traghetto, prontamente domato dall'equipaggio.

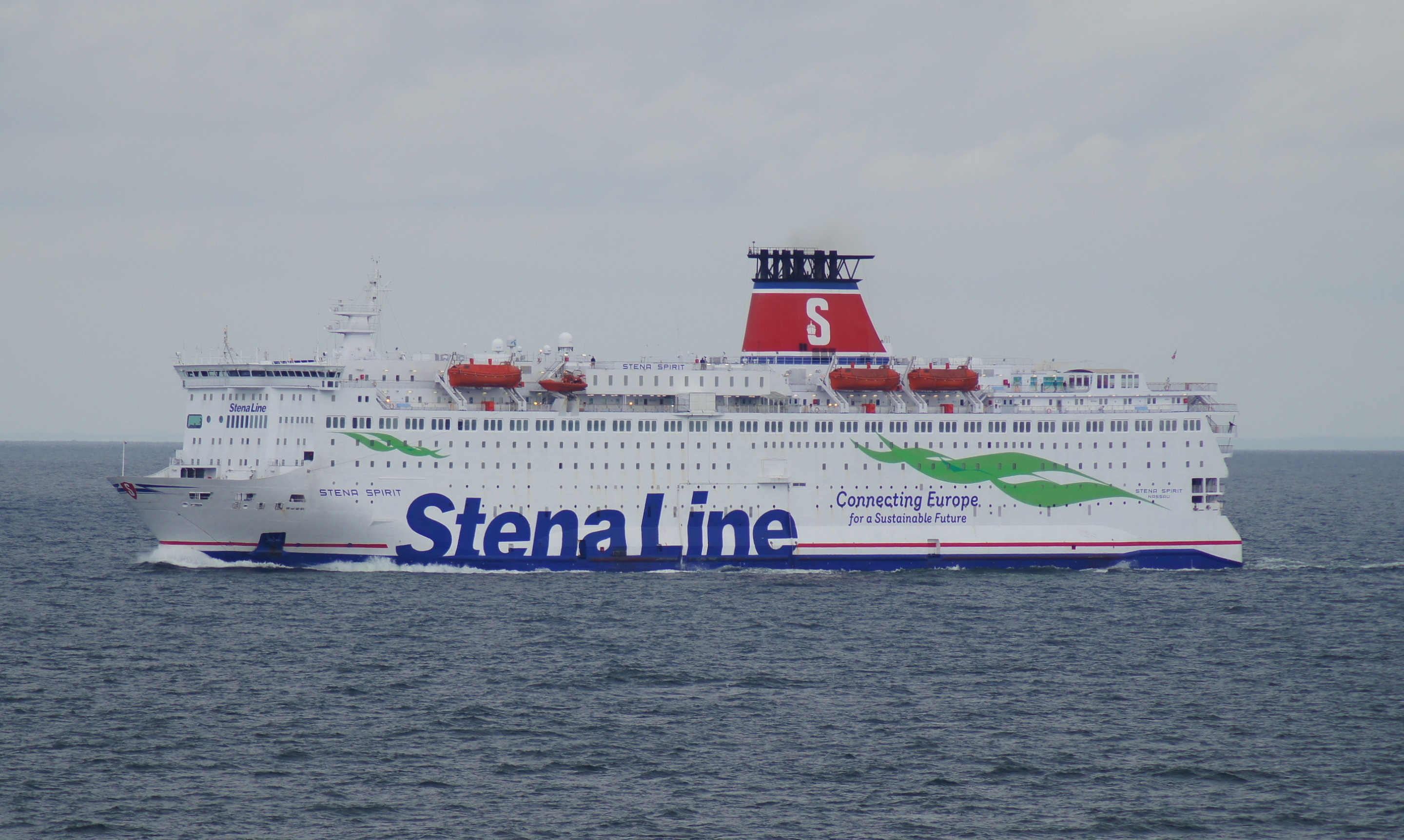
Lo Stena Spirit in navigazione verso Karlskrona nel 2019.

Il 29 giugno 2023, due passeggeri polacchi, una madre e suo figlio, si sono gettati in mare durante la navigazione verso Gdynia. Entrambi perdono la vita. Circa un’ora dopo l’incidente, una scialuppa di salvataggio calata dal traghetto è la prima a ritrovare il bambino di sei anni. Poco dopo, un elicottero di soccorso recupera anche il corpo della madre, una donna sulla trentina. 
La Procura distrettuale di Danzica apre un’indagine per omicidio del minore e suicidio della madre. L’analisi delle immagini registrate dalle telecamere di sorveglianza conferma che non si tratta di un incidente, ma di un gesto deliberato.

## Navi gemelle
- Stena Vision
- El. Venizelos
- Regent Sky